# Pseudanophthalmus petrunkevitchi
Pseudanophthalmus petrunkevitchi är en skalbaggsart som beskrevs av Valentine. Pseudanophthalmus petrunkevitchi ingår i släktet Pseudanophthalmus och familjen jordlöpare. Inga underarter finns listade i Catalogue of Life.